# David Irving
David John Cawdell Irving (Brentwood, Essex, 1938. március 24. –) angol író, áltörténész. Az 1960-as évektől kezdve főként a második világháborúval kapcsolatos történettudományi munkák szerzője. Könyvkiadási szempontból sikeres munkásságát beárnyékolja, hogy egyes műveit a náci eszmékkel való szimpatizálással vádolta a történészszakma. Az 1980-as évek végétől nyíltan holokausztrevizionista nézeteknek adott hangot. 2000-ben rágalmazási pert indított, melytől azt remélte, helyreállítja történészi reputációját, de a pert elvesztette. 2005-ben, Ausztriában átutazóban egy évre börtönbe kellett vonulnia holokauszttagadás miatt.
Michael Shermer tudományos ismeretterjesztő, tudománytörténész szerint „a világ legügyesebb holokauszttagadója”. A Le Monde diplomatique egy 2007-es cikke szerint Irving Nagy-Britanniában teljesen hitelét vesztette.

## Munkássága
Megtanult németül, és hosszabb időt töltött Nyugat-Németországban a nemzetiszocializmus történetét kutatva. Hatalmas munkát végzett a források kutatásában, de annak eredményeit gyakran meghamisította és saját prekoncepciója szerint használta fel.
21 éves korától jelentek meg cikkei német folyóiratokban. Első, fő vonalaiban kifogástalan könyve, a The Destruction of Dresden (Drezda elpusztítása) 1963-ban jelent meg.
Legjelentősebb munkája, a Hitler's War (Hitler háborúja) 1977-ben látott napvilágot. Ezt a művét akkoriban még a kor elismert történészei (pl. A. J. P. Taylor, John Keegan) is alapműként fogadták. Később Irving Hitler szerepével kapcsolatban eleinte a részleges felmentést alkalmazta, majd fokozatosan a történelmi és az erkölcsi nagyság magaslatára emelte őt.
Élesen támadta a hivatásos történészeket, munkáikat kigúnyolta. Saját munkája során azonban a dokumentumokat manipulálta, kiragadott részletekből megdöbbentő saját téziseket állított fel, irreleváns forrásokra hivatkozott. Lábjegyzeteiben egyszerűen nem létező levéltári jelzetek is előfordulnak. Ő az egyik „atyja” annak a tézisnek is, hogy a Szovjetunió 1941 júniusában készen állt Németország megtámadására. Ezt egyértelműen hamis bizonyítékokkal „támasztotta alá”.
Irving résztvevője volt a Német Népi Unió éves gyűléseinek, illetve részt vett neonáci gyűléseken, találkozókon, sörcsarnokokban rendezett összejöveteleken. Saját bevallása szerint a küldetése az volt, hogy az "ígéretes fiatal férfiakat a helyes irányba terelje" (Irving véleménye szerint a nőknek csak "egyetlen feladatuk van, hogy minket (férfiakat) szüljenek", s a "férfiak alárendeltjeinek" kell lenniük), a nők "helyes irányba terelése" nem érdekelte. Ironikus módon az elkötelezett német nacionalista fiatalok Irvinget gyakorlatilag hiteltelennek tartották nem német származása miatt. 

## Művei
- 1963 – The Destruction of Dresden
  - Apokalipszis 1945. Drezda elpusztítása; fordította: Tudós-Takács János; Gede, Budapest, 2005
- 1973 – The Rise and Fall of the Luftwaffe
- 1977 – Hitler's War
  - Hitler háborúja és a hadiösvény; fordította: Molnár Ferenc; Gede, Budapest, 2012
- 1981 – The War Between the Generals
- 1983 – The German Atomic Bomb: The History of Nuclear Research in Nazi Germany
- 1983 – The Secret Diaries of Hitler's Doctor
- 1986 – Uprising!
  - Felkelés! Egy nemzet küzdelme: Magyarország 1956; fordította: Tudós-Takács János; Gede, Budapest, 2003[7]

- 1986, 2010 – War between the Generals
- 1987 – Hess, the Missing Years
- 1989 – Göring
- 1987-1997 – Churchill's War
- 1996 – Nuremberg: The Last Battle
  - Nürnberg: az utolsó csata; fordította: Major István; Gede, Budapest, 2007
- 1996, 2014 – Goebbels – Mastermind of the Third Reich
  - Göbbels. A Harmadik Birodalom lángelméje; ford. Molnár Ferenc; Gede, Budapest, 2016

## Az irodalomban és filmen
- Drezda elpusztítása című könyve szerepet játszik Kurt Vonnegut regényében, Az ötös számú vágóhídban, ahol a szerző hosszasan idéz a mű két előszavából.
- 2016-ban készült, több irodalmi feldolgozás és emlékirat nyomán[8] az amerikai-angol Tagadás (Denial)[9] c. játékfilm, amely Irving bírósági perét dolgozza fel. Az emlékező-elemző könyvek, a megtörtént események és a film gazdag és bőséges feldolgozását és elemzését Törő László Dávid végezte el az ujkor.hu online hasábjain (2018). [10]